# Hans von Euler-Chelpin
Hans Karl August Simon von Euler-Chelpin (Augsburg, 1873. február 15. – Stockholm, 1964. november 6.) német-svéd vegyész. 1929-ben Arthur Hardennel megosztva elnyerte a kémiai Nobel-díjat "a cukor erjedésének és az erjesztő enzimek terén végzett kutatásaiért". Távoli rokona volt a Leonhard Euler svájci matematikusnak. Fia, Ulf von Euler 1970-ben kapott orvostudományi Nobel-díjat.

## Pályafutása
Hans von Euler-Chelpin 1873. február 5-én született Augsburgban. Apja, Rigas von Euler-Chelpin a bajor királyi hadsereg századosa volt, anyja pedig Gabrielle Furtner. Ük-ükunokája volt Leonhard Euler neves svájci matematikusnak. Mivel apját Münchenbe vezényelték, Hans a gyerekkorát nagyszüleinél töltötte Wasserburg am Inn-ben. Iskoláit Münchenben, Würzburgban és Ulmban végezte, majd miután egy évig önkéntesként szolgált az 1. bajor tüzérezrednél, 1891-ben a müncheni festőakadémián kezdett tanulni. A realista iskolához tartozó Ludwig Schmid-Reutte és Franz von Lenbach voltak a tanárai. Érdekelni kezdte a színek elmélete és 1893-ban beiratkozott a Berlini Egyetemre, hogy többet megtudjon a színek tudományos hátteréről.
Az egyetemen Emil Warburgtól és Max Plancktól tanult fizikát, Emil Fischertől pedig kémiát. Az egyetem elvégzése után két évig Walther Nernst tanítványa volt Göttingenben. 1897-től Svante Arrhenius asszisztenseként dolgozott Stockholmban, ahol az ottani egyetemen 1898-ban Privatdozent-i minősítést szerzett fizikai kémiából. 1899-1900-ban, míg évközben a Stockholmi Egyetemen oktatott, nyaranta Jacobus Henricus van ’t Hoff munkatársaként dolgozott Berlinben.
1902-ben megkapta a svéd állampolgárságot. Érdeklődése a fizikai kémiáról ekkoriban a szerves kémiára fordult. Munkája egy részét feleségével közösen végezte, aki az első olyan svéd nő volt, aki tudományos doktorátust szerzett. 1906-ban a Stockholmi Egyetem általános és szerves kémiai professzorává nevezték ki.
Mikor kitört az első világháború, Euler-Chelpin svéd állampolgársága ellenére önként jelentkezett a német hadseregbe. Eleinte a tüzérségnél, majd 1915 után a légierőnél szolgált. 1916-17 telén Törökországba küldték, hogy elősegítse az ottani muníció- és alkoholtermelést. Miután visszatért Németországba, egy bombázószázad parancsnokává nevezték ki. A háború alatt az egyetemmel kötött megállapodásának megfelelően, fél évet továbbra is előadott Stockholmban. A második világháborúban a hetvenéves Euler-Chelpin újra német szolgálatba állt, ám ekkor már csak diplomataként.
1929-ben, ugyanabban az évben, amikor megkapta a Nobel-díjat, ő lett az egyetem Vitamin Intézetének és Biokémiai Intézetének igazgatója. 1941-ben visszavonult az oktatástól, de kutatásait majdnem haláláig folytatta. 

## Tudományos munkássága

A nikotinamid-adenin-dinukleotid szerkezete

Euler-Chelpin pályája elején szervetlen katalizátorokkal foglalkozott, de érdeklődése hamarosan a szerves kémiára, azon belül a fermentációs enzimekre fordult. 1897-ben Eduard Buchner felfedezte, hogy a cukor lebontása az élesztő sejtmentes szűrletében is folytatódik, a brit Arthur Harden pedig kimutatta, hogy a szűrlet két frakcióra bontható, amelyek külön-külön nem, de együtt képesek voltak a fermentáció folyamatára. Euler-Chelpin az alacsony molekulatömegű, filtrálható és hőrezisztens frakciót, az ún. kozimázt (koenzimet) vette vizsgálatai tárgyául. Hosszas munkával sikerült izolálnia a koenzimet (kivonata aktivitása négyezerszerese volt a kiindulási szűrletnek) és megállapította, hogy bonyolult szerkezetű, és cukrot, foszfátot és purinbázist tartalmaz. Áttörést akkor ért el, miután Otto Warburg kimutatta a nikotinamid fontos szerepét a sejtekben. Euler-Chelpin szintén nikotinamidot talált a koenzimében és végül felfedezte, hogy a koenzim kémiailag nikotinamid-adenin-dinukleotid (NAD).
Kísérleteivel megerősítette Harden korábbi felfedezését, hogy a fermentáció folyamatában fontos szerepet játszanak a cukrokhoz észterkötéssel kapcsolódó foszfátok és kimutatta, hogy az erjedés elején a hatszénatomos cukormolekula két háromszénatomos részre bomlik.
A 20-as években a vitaminokat kezdte kutatni, a nikotinamid és a tiamin (B1-vitamin) szerepét tisztázta az anyagcsere egyes folyamataiban, megállapította hogy enzimek kofaktoraként működnek. A 30-as években a nukleinsavak tumorképződésben játszott szerepét vizsgálta egy olyan izotópos módszerrel, amelyet Hevesy Györggyel közösen dolgozott ki. 

## Díjai
Hans von Euler-Chelpin és Arthur Harden 1929-ben kémiai Nobel-díjban részesült a fermentáció és enzimek terén elért eredményeikért. Euler-Chelpin Hitlertől megkapta a Művészeti és Tudományos Goethe-érmet (Goethe-Medaille für Kunst und Wissenschaft), 1958-ban pedig a Német Szövetségi Köztársasági Érdemkereszt nagykeresztjével tüntették ki. Számos tudományos akadémia rendes vagy tiszteletbeli tagja volt és több egyetem díszdoktorává fogadta. 

## Családja
Euler-Chelpin 1902-ben vette feleségül Astrid Clevét, egy uppsalai kémiaprofesszor lányát. Astrid volt az első nő Svédországban, aki tudományos doktori fokozatot szerzett és együtt dolgozott a férjével. Öt gyermekük született, köztük Ulf von Euler, aki 1970-ben orvostudományi Nobel-díjat kapott. 1912-ben elváltak és egy évvel később újranősült, Elisabeth af Ugglass bárónőt vette el. Tőle négy gyermeke született.
Hans von Euler-Chelpin 1964. november 6-án halt meg Stockholmban, 91 éves korában. 